# Kávovina

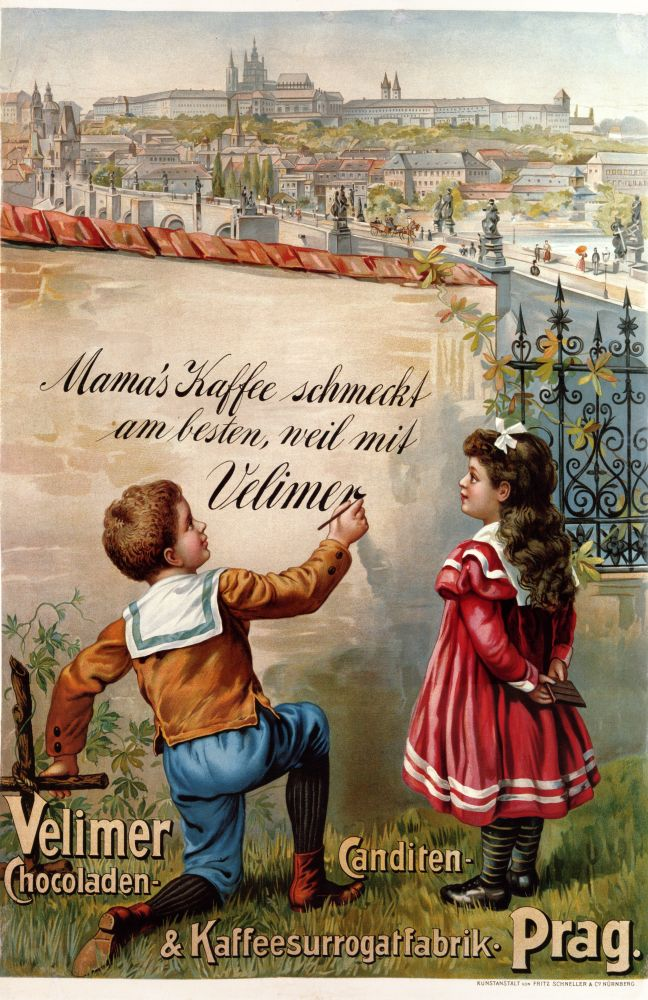
Továrna Velímská Praha, plakát z konce 19. století

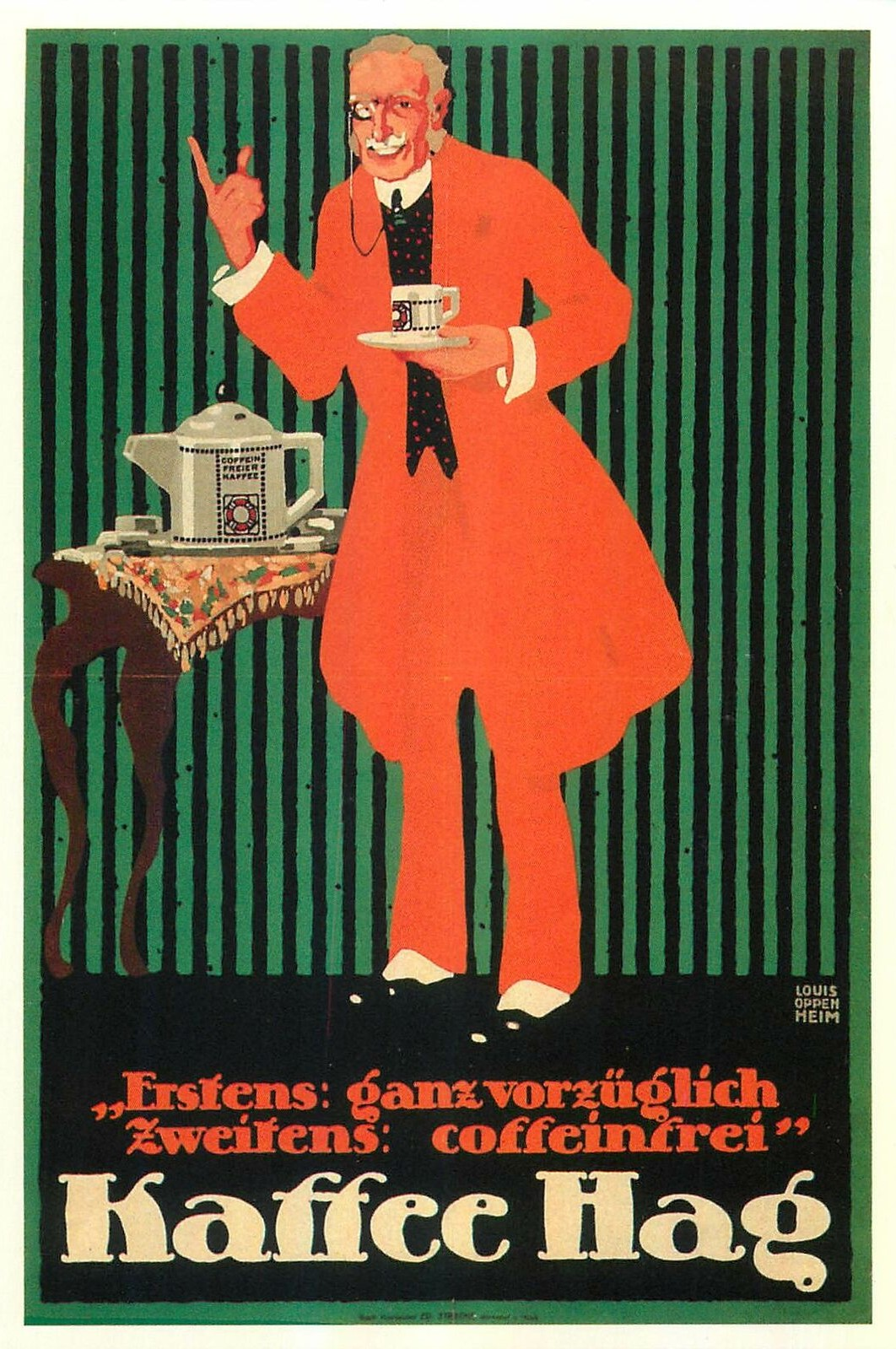
Káva Hag: kávovina bez kofeinu, plakát Louis Oppenheim, 1913

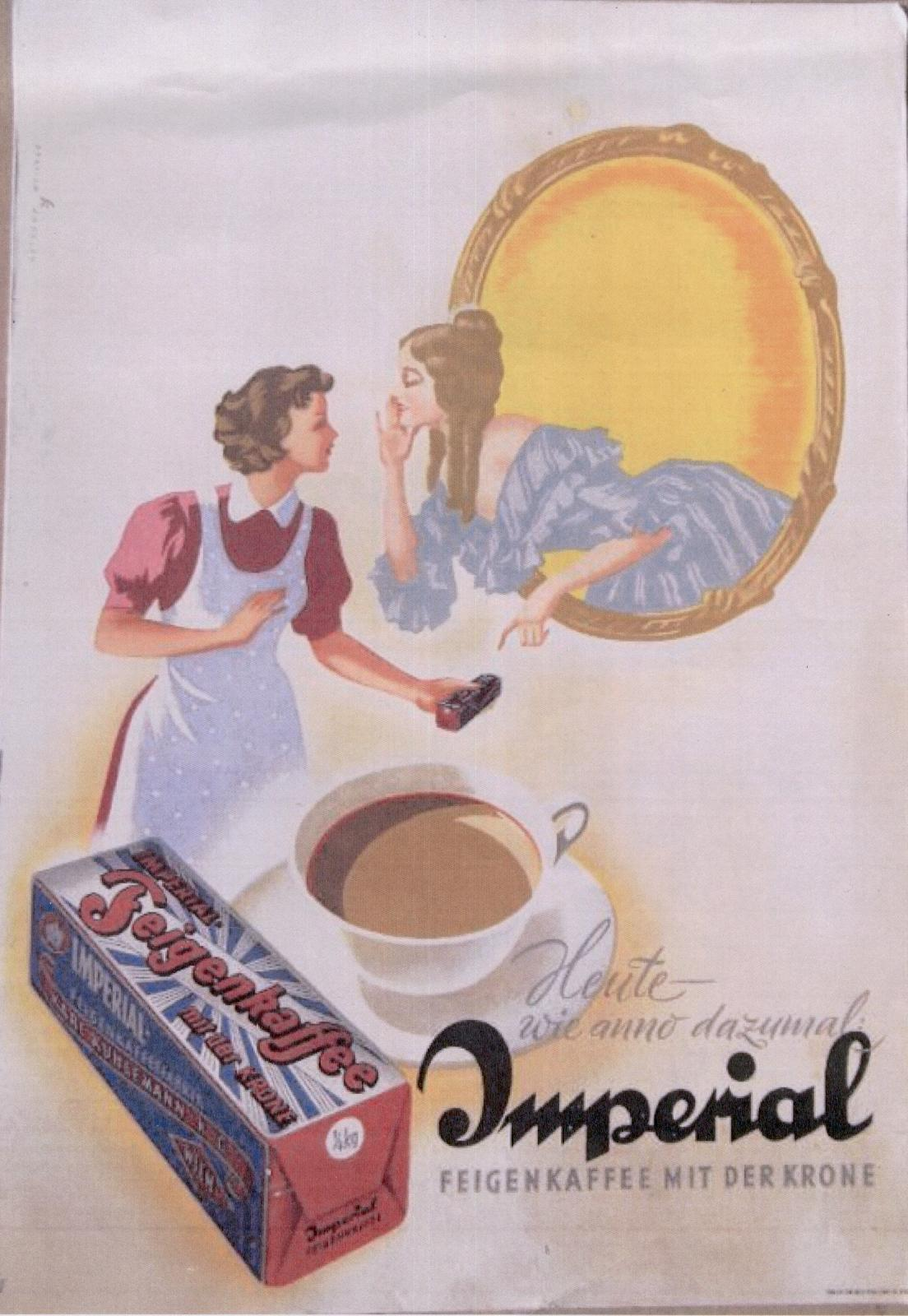
Fíková káva Imperial Vídeň, plakát Koszler, kolem 1920

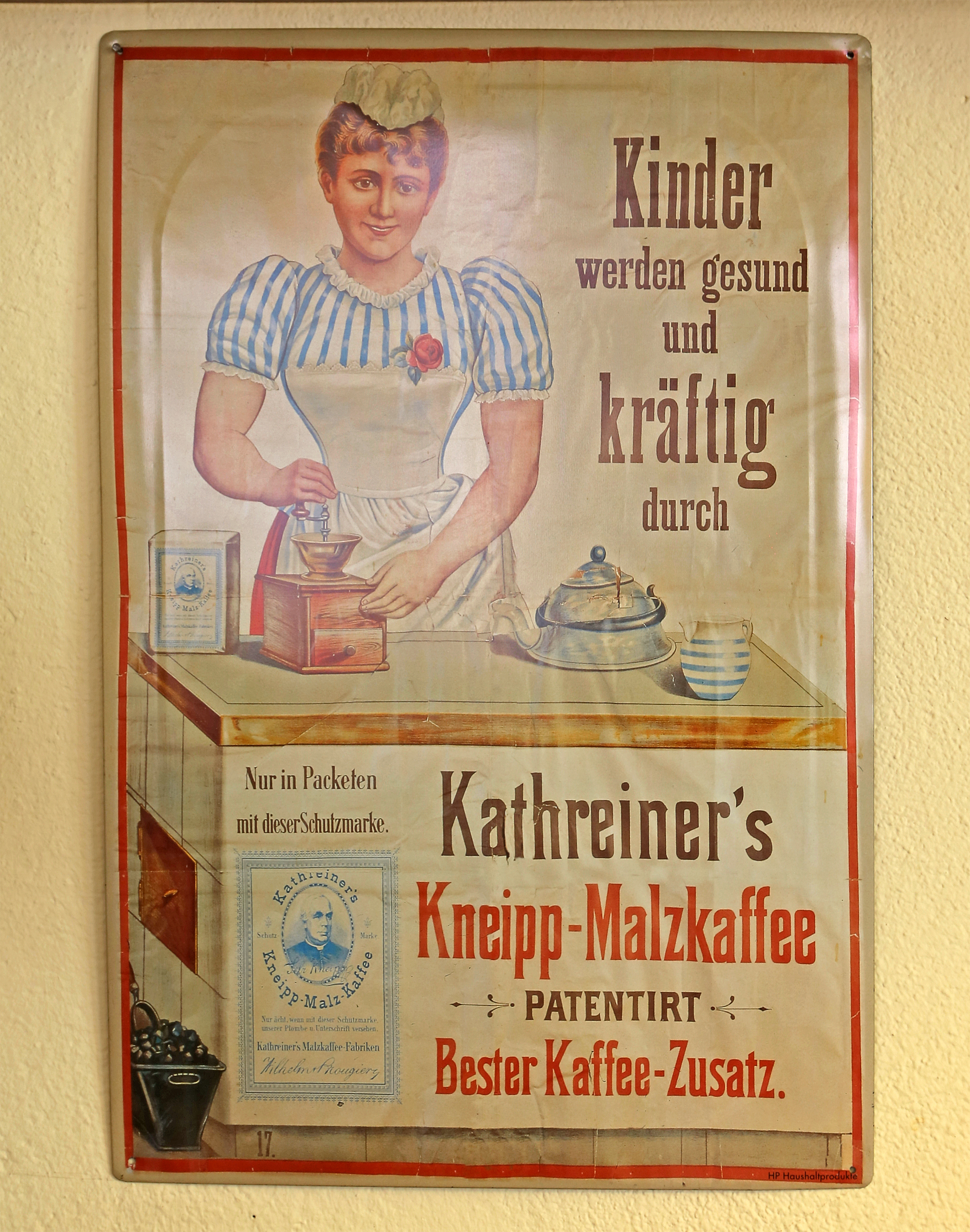
Kneippova žitná káva se prodávala i v Čechách

Kávoviny (označované také jako kávové náhražky nebo kávové surogáty) jsou nápoje – nahrazující kávu bez obsahu kofeinu. Kávoviny byly odedávna využívány především z důvodů ekonomických, dále i zdravotních, v některých náboženských společnostech z důvodů askeze, nebo jen proto, že káva není na trhu dostupná.

## Historie
Náhražky kávy se objevily již ve starověkém Egyptě a Mezopotámii. Do Evropy byly zavedeny koncem 17. století, například do Nizozemí, a všeobecně v období napoleonských válek, kdy vázl námořní obchod s dovozem pravé kávy z kolonií. V celé Evropě, tedy i v českých zemích se pila cikorka, melta nebo nejčastěji směs s podílem praženého obilí, sladu, fíků a jiných ovocných plodů.
Sortiment a znalosti o výrobě podávají technologické příručky z 19. století. Prodávaly se zejména během obou světových válek. Ve 2. světové válce byly v Americe kávoviny navzdory pachuti připravovány ze žaludů. V období rozvoje instantních nápojů v 70. letech 20. století se kávoviny v prášku staly důležitým obchodním artiklem, distribuují se takto dosud nejen do obchodů, ale i v automatech. Většina průmyslově vyráběných kávovin není jednodruhová, ale ze směsi. Jako jednodruhová bývala v historii inzerována: žitná káva nebo káva fíková. V české historii většina závodů uváděla všechny kávoviny, například Pečecká továrna na kávoviny Antonína Kosteleckého sídlící v 1. polovině 20. století v Pečkách, nebo byla jejich produkce pouze doplňkem k výrobě kakaa, čokolády či cukrovinek, například ve firmách Velimská v Praze nebo Jordan & Timaeus v Děčíně-Podmoklech.

## Využití
Kávoviny jsou někdy používány k přípravě jídel určených dětem nebo lidem, kteří se běžné kávě vyhýbají, ať už z jakýchkoliv důvodů. Například členové církve Ježíše Krista Svatých posledních dnů věří, že káva obsahuje pro tělo škodlivé látky, a proto ji nepijí.
Některé kulinářské tradice, jako například korejské, obsahují nápoje z pražených obilných zrn namísto kávy či čaje. Tyto nemají kávu nahrazovat, ale jsou chápány jako běžné horké nápoje.

## Složení
- Kávoviny se nejčastěji připravují pražením nebo vývarem různých obilných zrn nebo ovocných plodů. Mohou to být: mandle, žalud, chřest, slad ječmen, bukvice, řepa červená, mrkev, čekankový kořen, kukuřice, bavlníkové semínko, pampeliškový kořen, fík, ibiškový kořínek, hrách, tomelové semínko, bramborová slupka, žito, pšeničné otruby.
- Cikorka je pražený čekankový kořen – viz samostatné heslo.

## Příprava
- Některé komerčně dostupné směsi jsou práškové konzistence a ve vodě rozpustné.
- Některé kávoviny, jako například cikorka, jsou mlety a vařeny stejně tak jako káva.
- Některé náhražky kávy, jako pražené ječné obilky, jsou ponechány vcelku, a poté vařeny a máčeny jako čaj.